# Humboldtaalscholver
De humboldtaalscholver (Leucocarbo bougainvilliorum, synoniem: Phalacrocorax bougainvillii) is een vogel uit de familie Phalacrocoracidae (Aalscholvers).

## Verspreiding en leefgebied
Deze soort komt voor aan de westkust van Zuid-Amerika, met name Peru en Chili.

## Status
De grootte van de populatie is in 1999 geschat op 2,5-5 miljoen vogels. Er wordt aangenomen dat de aantallen in de afgelopen decennia fors zijn afgenomen. Op de Rode lijst van de IUCN heeft deze soort daarom de status gevoelig.